# Kvarteret Icarus

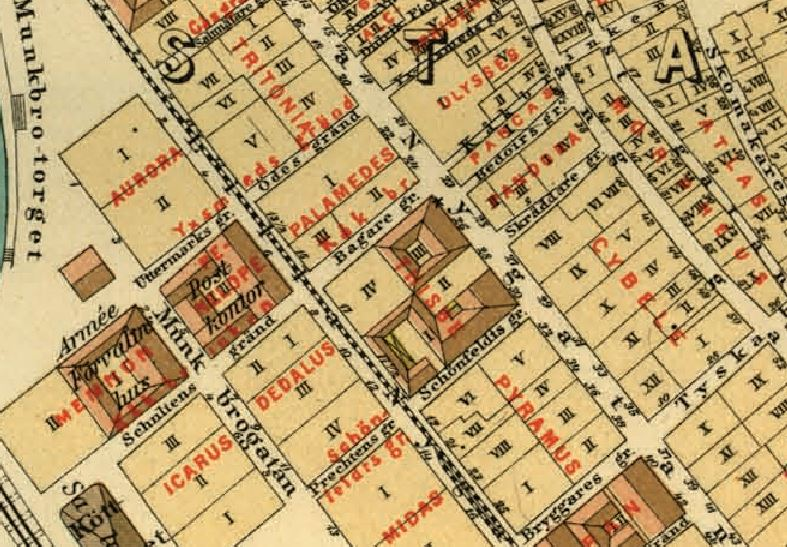
Kvarteret Icarus på A.R. Lundgrens karta, 1885.

Kvarteret Icarus är ett kvarter i Gamla stan i Stockholm. Kvarteret omges av Kåkbrinken i norr, Munkbrogatan i öster, Munkbroleden i väster och Mälartorget i söder. Kvarteret består idag av en fastighet: Icarus 8. Tidigare var kvarteret större och bestod av tre fastigheter, Icarus 1–3. Nuvarande kvartersnummer tillkom 1954 i samband med en fastighetsombildning för ny bebyggelse för AB Stockholms Spårvägar.

## Namnet
Nästan samtliga kvartersnamn i Gamla stan tillkom under 1600-talets senare del och är uppkallade efter begrepp (främst gudar) ur den grekiska och romerska mytologin. Daedalus eller Daidalos var i den grekiska mytologin en uppfinnare och magiker, som tillverkade till sig och sin son Ikaros vingar för att kunna fly från den labyrint som han själv byggt. Daidalos klarade sig, men hans son flög för nära solen och störtade ner i havet då vaxet som höll ihop vingarna smälte. Till kvarteret Icarus finns pendangen kvarteret Daedalus belägen direkt öster om denna.

## Kvarteret

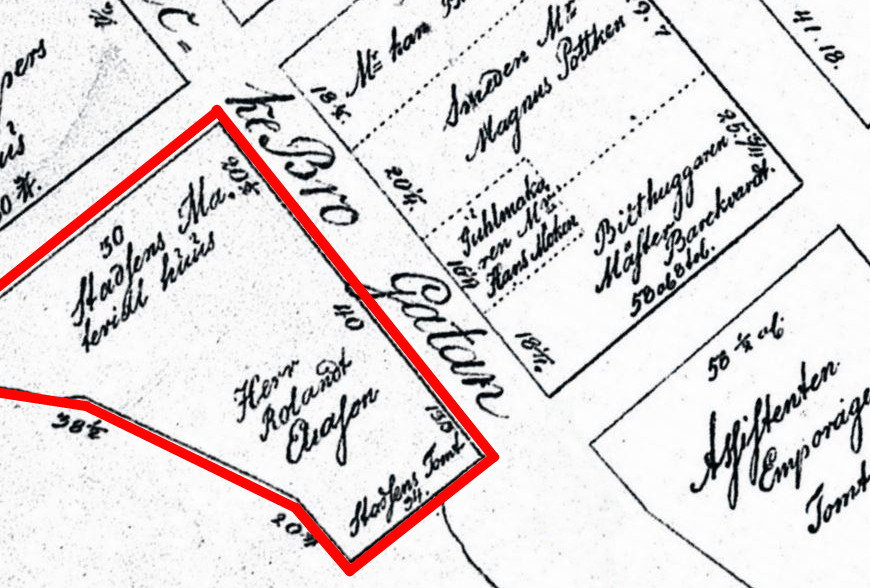
Kvarteret omkring 1700.

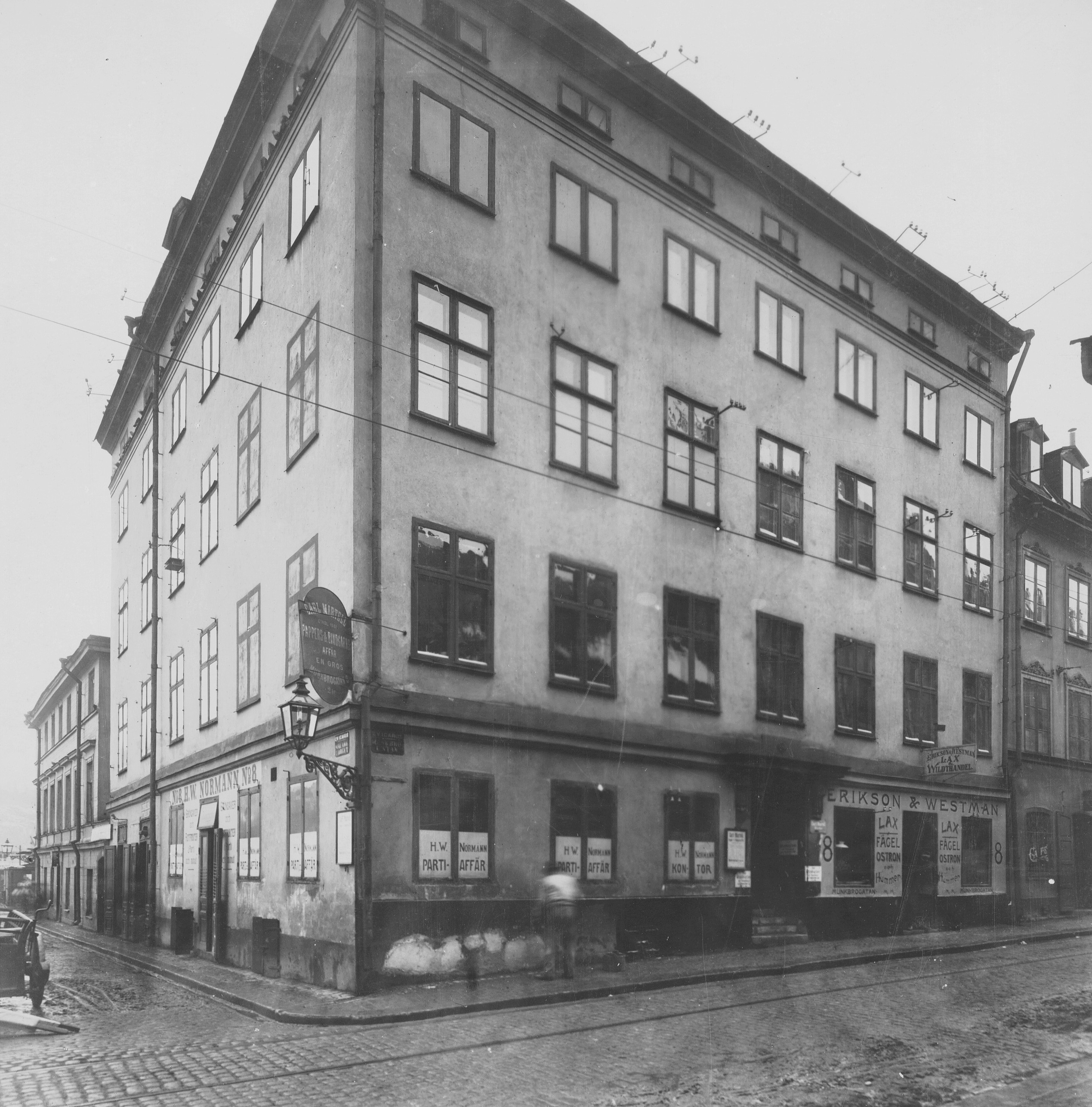
Huset Munkbrogatan / Mälartorget, 1900.

På medeltiden låg området för dagens kvarter Icarus under Mälarens vatten och en bra bit utanför den äldre stadsmuren (se Stockholms stadsmurar). På en tomtkarta från omkring 1700 ligger kvarteret intill strandkanten. Som ägare anges ”Stadens Material huus”, ”Herr Roland Eliason” och ”Stadens Tomt”. Kvarteret har ännu en nästan triangulär form med sin korta sida mot söder. 
Strandlinjen flyttades successivt utåt genom landhöjningen, och framför allt genom medvetna utfyllnader vid stränderna. På Petrus Tillaeus karta från 1733 har kvarteret nummer 53 och en rektangulär form. Därefter följde en indelning i tre lika stora tomter; Icarus 1, 2 och 3, med nr 1 mot söder och Mälartorget.
På före detta Icarus 1 uppfördes 1763 ett uthus och 1777 ett bostadshus som ersattes med en ny byggnad 1801. På 1920-talet följde en större förändring efter ritningar av Looström & Gelin. Huset mot Mälartorget / Munkbrogatan (plats för dagens nedgång till tunnelbanan Gamla stan) hade fyra våningar och innehöll bostäder samt lokaler för handel. Läget vid Köttorgshallen och Mälartorget, där det bedrevs livlig torghandel, var gynnsamt. Kring sekelskiftet 1900 fanns här bland annat H.W. Normanns partiaffär, Blomgrens Papper och Bindgarnsaffär samt Erikson & Westman som handlade med fågel och fisk. I huset hade även Södra köttbesiktningsbyrån sitt laboratorium.
Icarus 2 bebyggdes 1753 med ett tvåvåningshus, beställare var hovslagaren Mäster Ruselag. Ritningen är godkänd av dåvarande stadsarkitekt i Stockholm, Johan Eberhard Carlberg. Huset påbyggdes 1846 och ersattes med en ny byggnad 1853. På 1920-talet utfördes en del ändringar och ombyggnader med Joel Norborg som ansvarig arkitekt.

## Historiska bilder

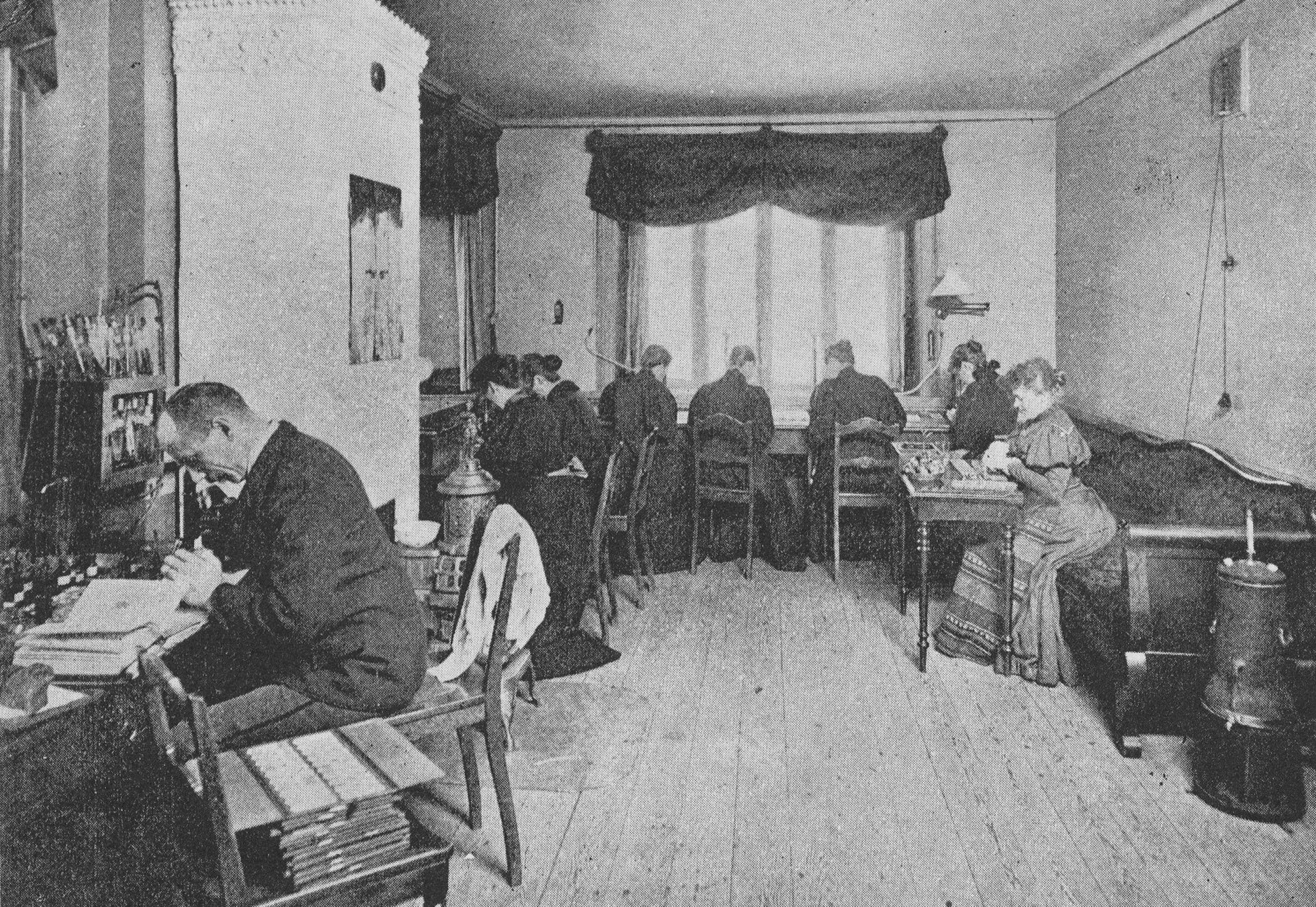
Södra köttbesiktningsbyrån, 1897
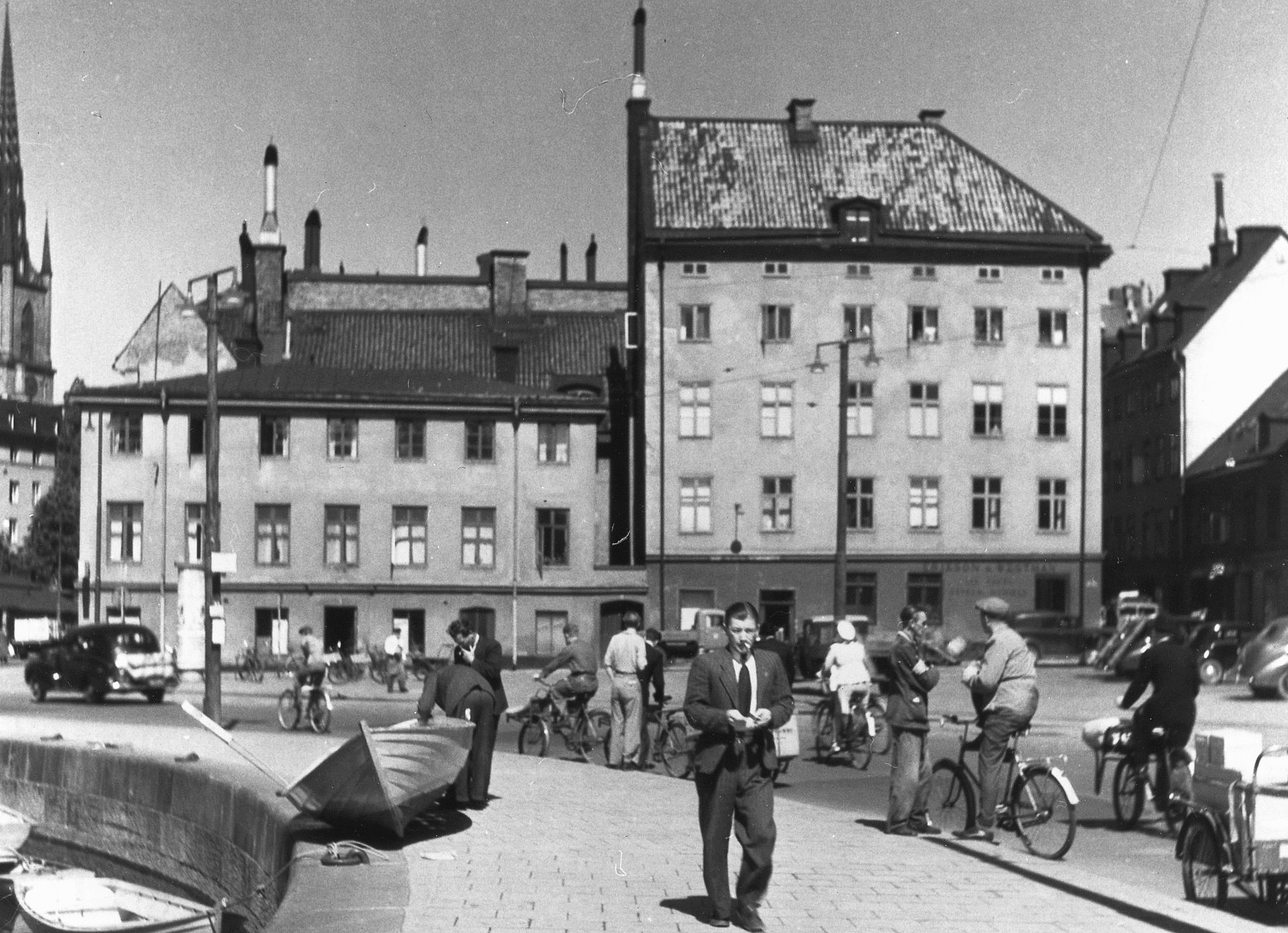
Icarus och Mälartorget 1940
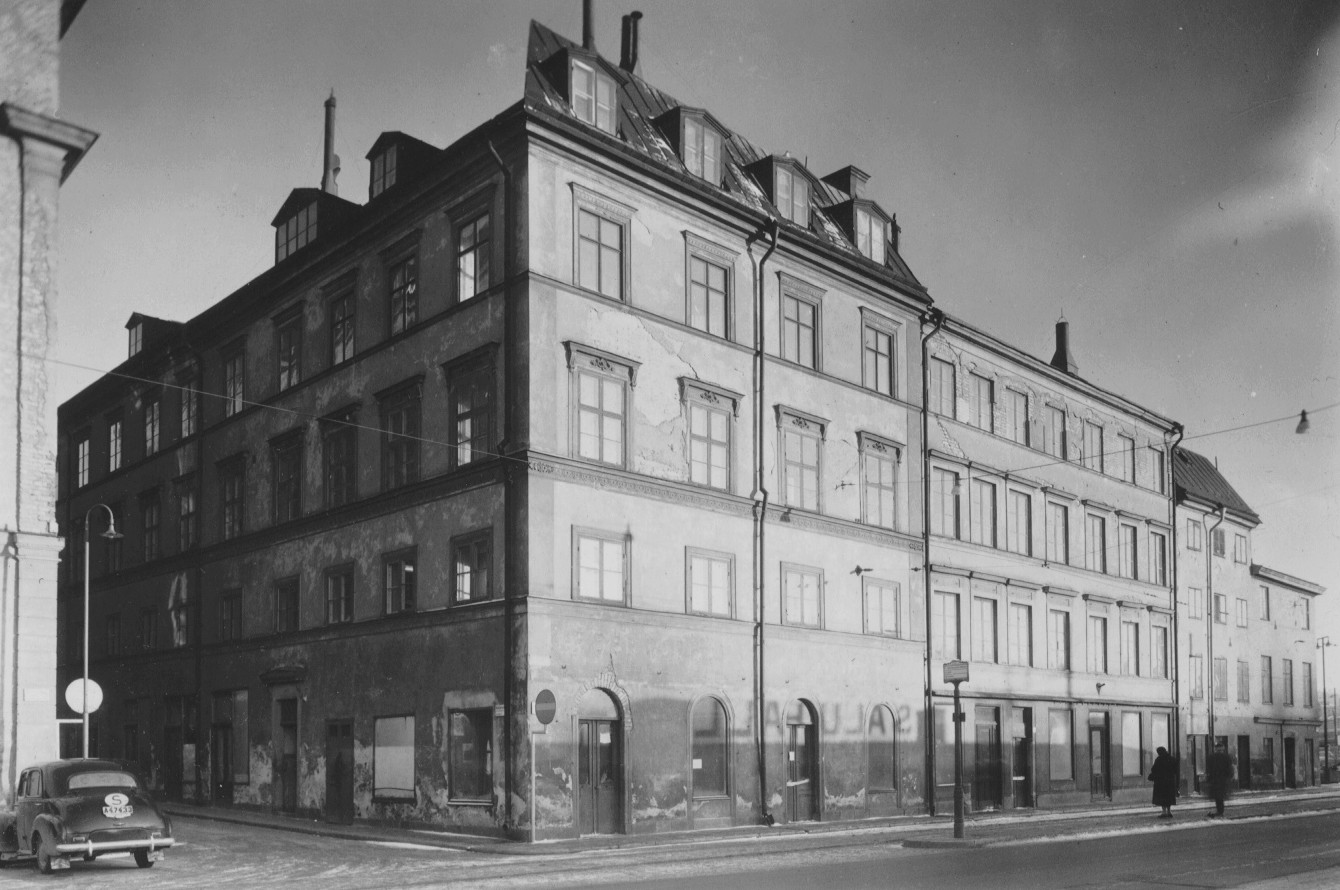
Icarus från Munkbroleden 1952
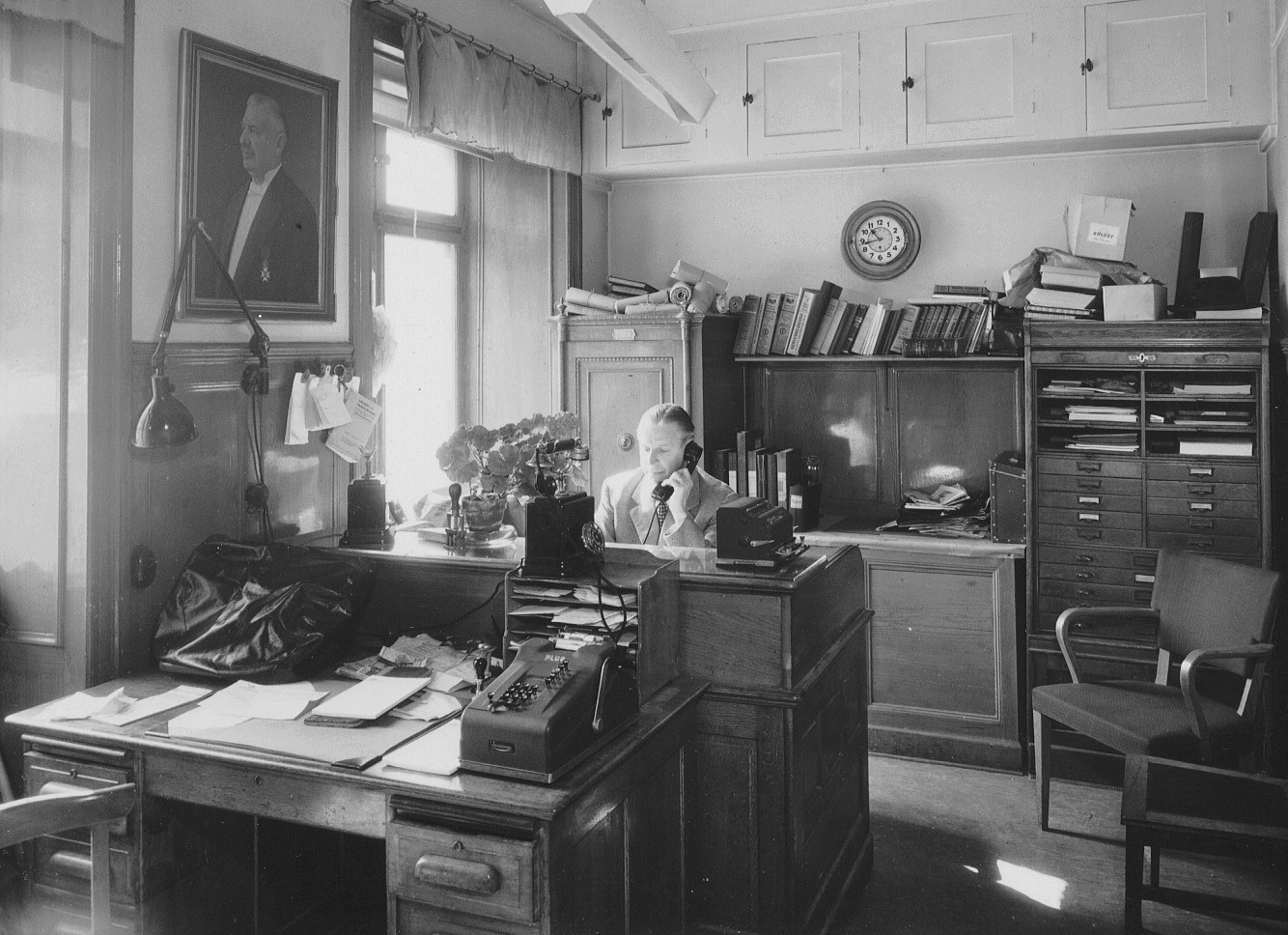
Erikson & Westmans viltaffär, kontor, 1952
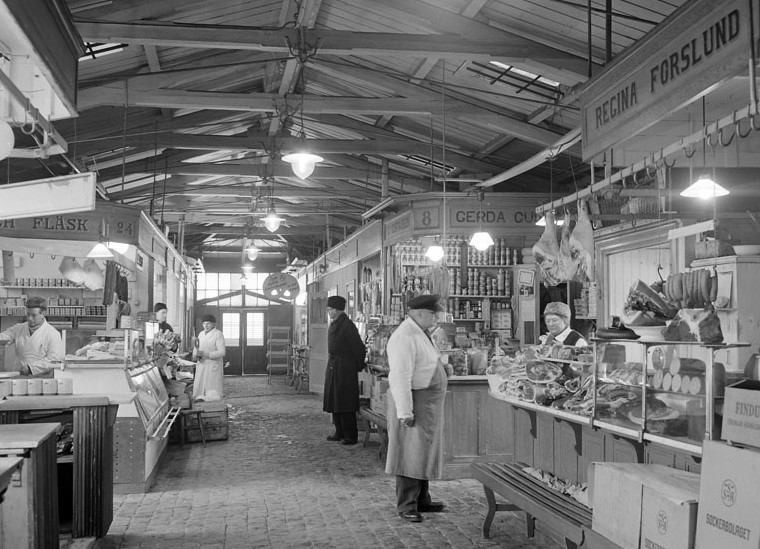
Kötthallen, Munkbrohallen 1952

## Byggnad för Stockholms Spårvägar

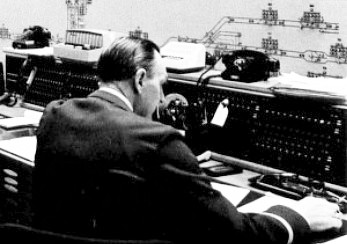
Tunnelcentralen 1960-tal.

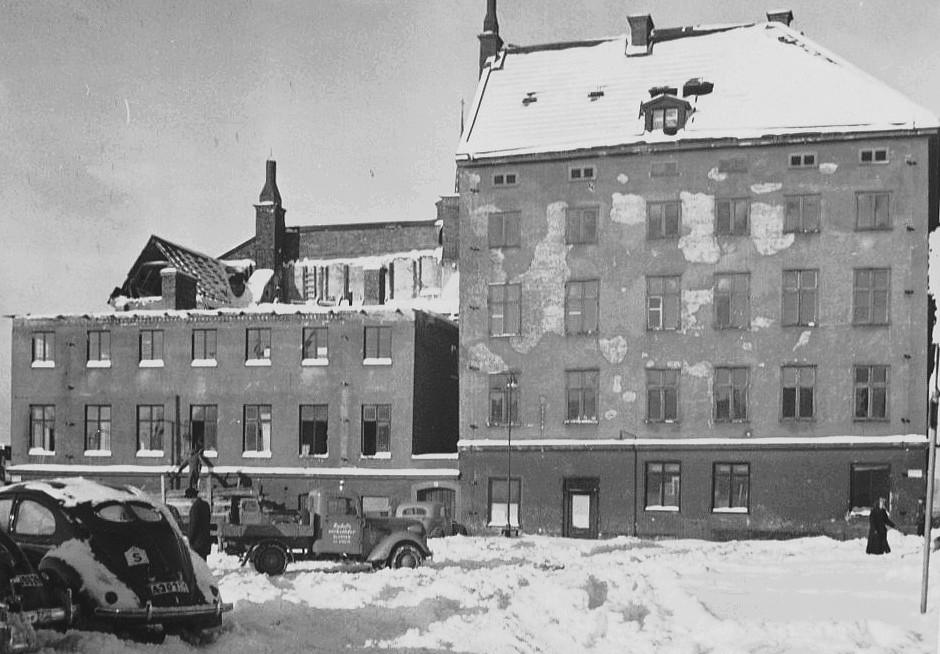
Rivning av kvarteret Icarus 1953.

Samtliga byggnader i kvarteret revs på vintern och våren 1953. Kvarteret förlorade även en del av sin areal och blev smalare för att bereda plats för en bredare Munkbroleden. Samtidigt revs även Köttorgshallen från 1875 och Munkbrohallen från 1918. Köttorgshallen var Stockholms och Sveriges första saluhall. Fastigheten Icarus ombildades 1954, kvarterets tomter slogs ihop och fick namnet Icarus 8. Här uppfördes sedan 1956 nuvarande byggnad efter ritningar av arkitekt Magnus Ahlgren, som då var chefsarkitekt vid AB Stockholms Spårvägars arkitektkontor. Som konstruktör anlitades ingenjörsfirman Jacobson & Widmark. 
Huset skulle bland annat inhysa Stockholms Spårvägars huvudkontor och Tunnelcentralen (Tuc), tunnelbanans ledningscentral samt Trafikcentralen (Tct) ledningscentralen för yttrafiken (bussar och spårvagnar), som båda låg på tredje våningen. Det stora rummet för Tuc dominerades av kontrollpanelen, som sträckte sig i en cirkelbåge 12 meter genom lokalen. På bottenvåningen fanns bland annat ställverksrum, transformatorhall och likriktarhall. 
Mot Munkbrogatan inrättades ett snabbköp, mot Mälartorget ett konditori och däremellan anordnades nedgången till tunnelbanan. På plan 4 skapades ateljéer för konstnärer. Huset färdigställdes 1957 i samband med tunnelbanans utbyggnad och invigningen av sammanbindningsbanan  mellan de nordliga och södra grenarna. År 2004 byggdes fastigheten om för ny användning från kontor till hotell och år 2009 ytterligare en gång till bostäder som ägs av bostadsrättsförening Icarus 9. I huset finns mataffären Munkbrohallen, vars namn påminner om den gamla saluhallen som fanns här tidigare, och en filial av den tyska restaurangkedjan Vapiano.

## Spårvägars tidigare huvudkontor

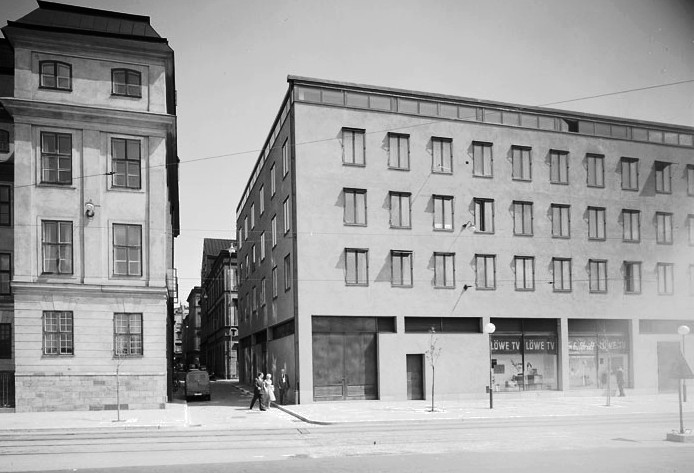
Nybyggda Icarus med Piperska palatset t.v. 1958
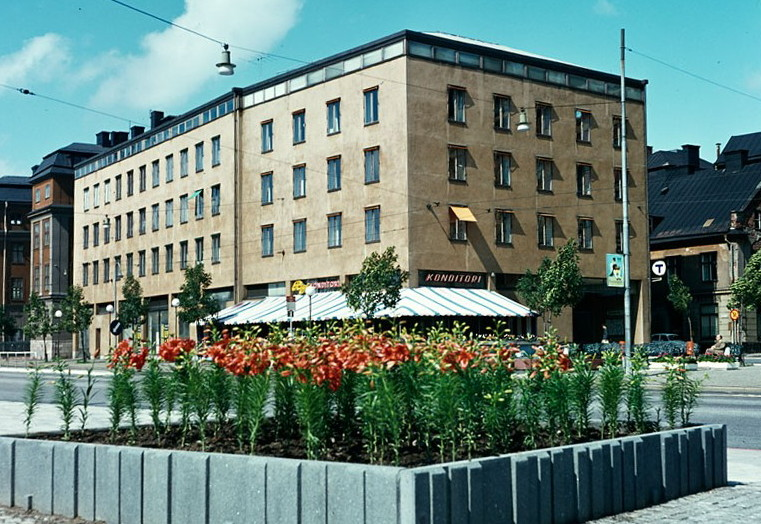
Vy från Munkbroleden i juli 1963
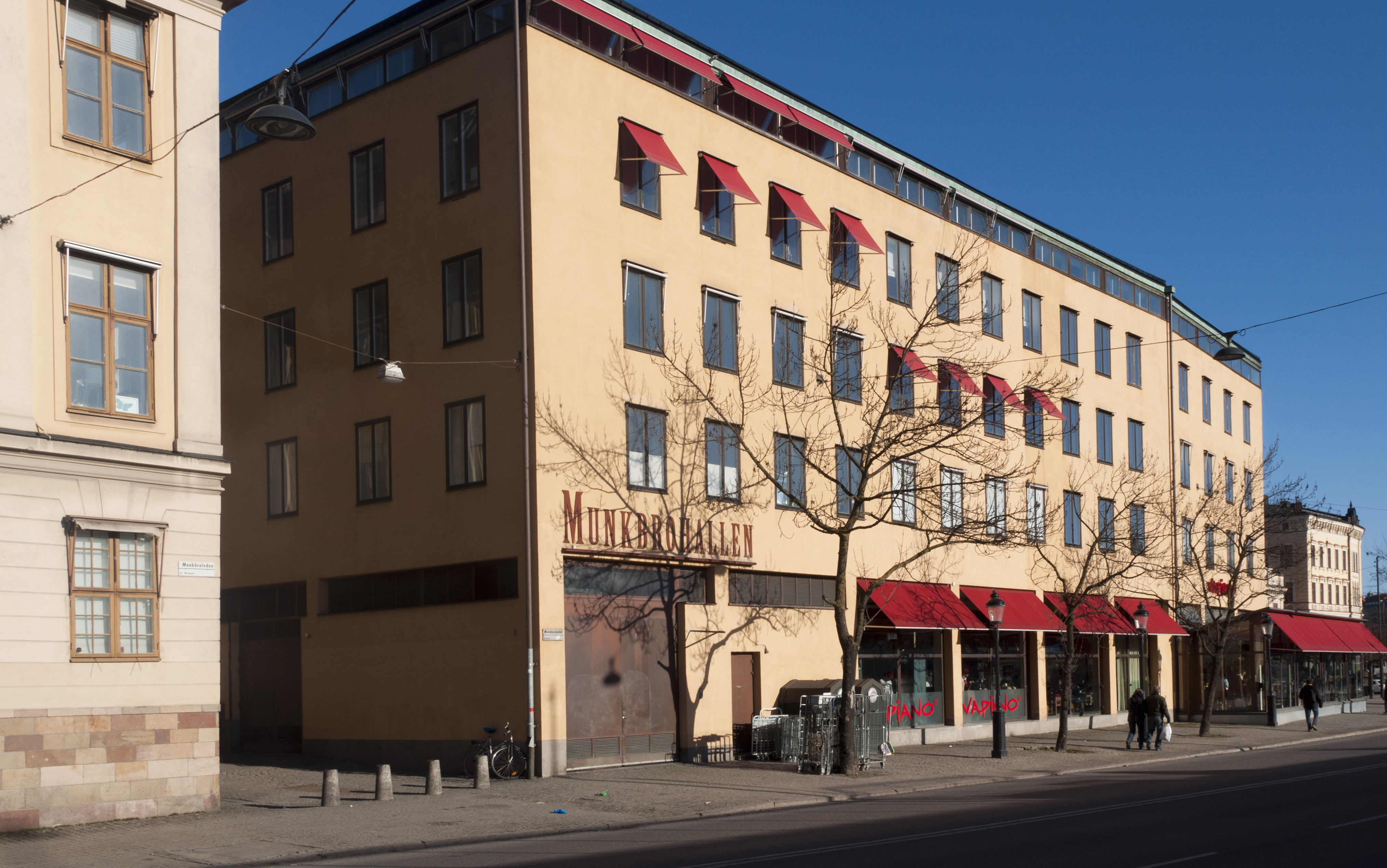
Vy från Munkbroleden i mars 2012
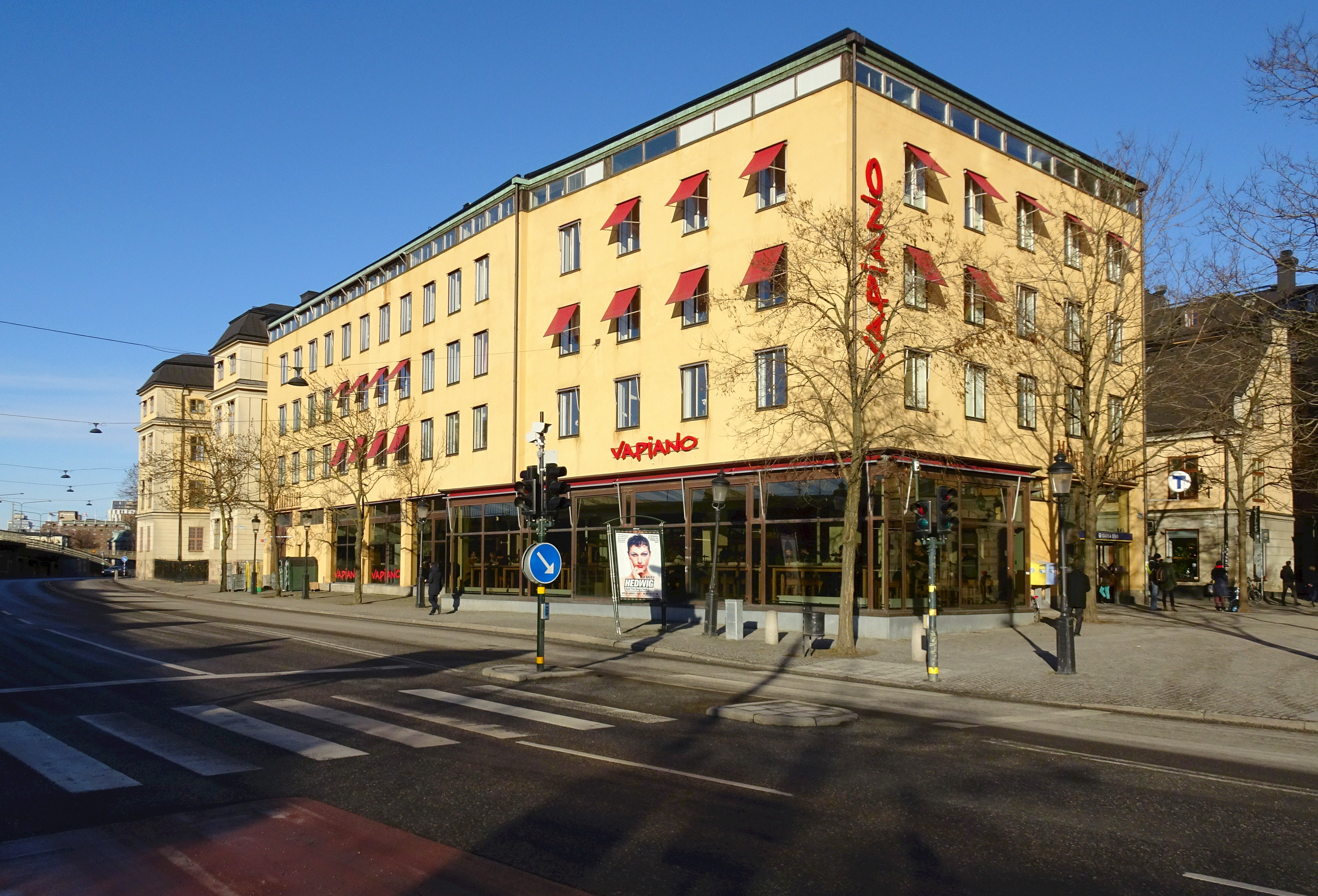
y från Munkbroleden i februari 2016
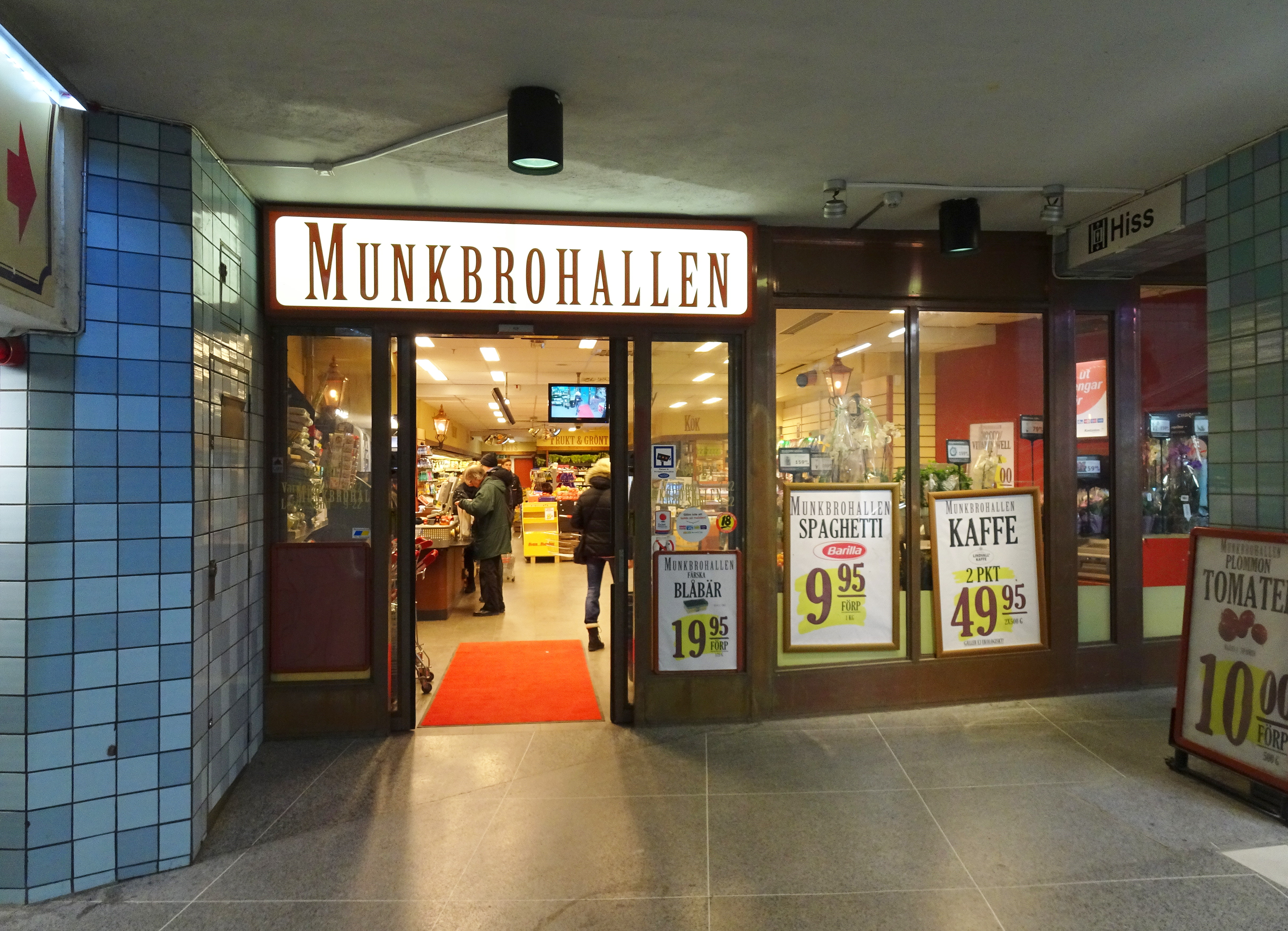
Ingång till Munkbrohallen, 2016